# イーヴァ・ヴィトフェルト (海防戦艦)

1890年の「イーヴァ・ヴィトフェルト」

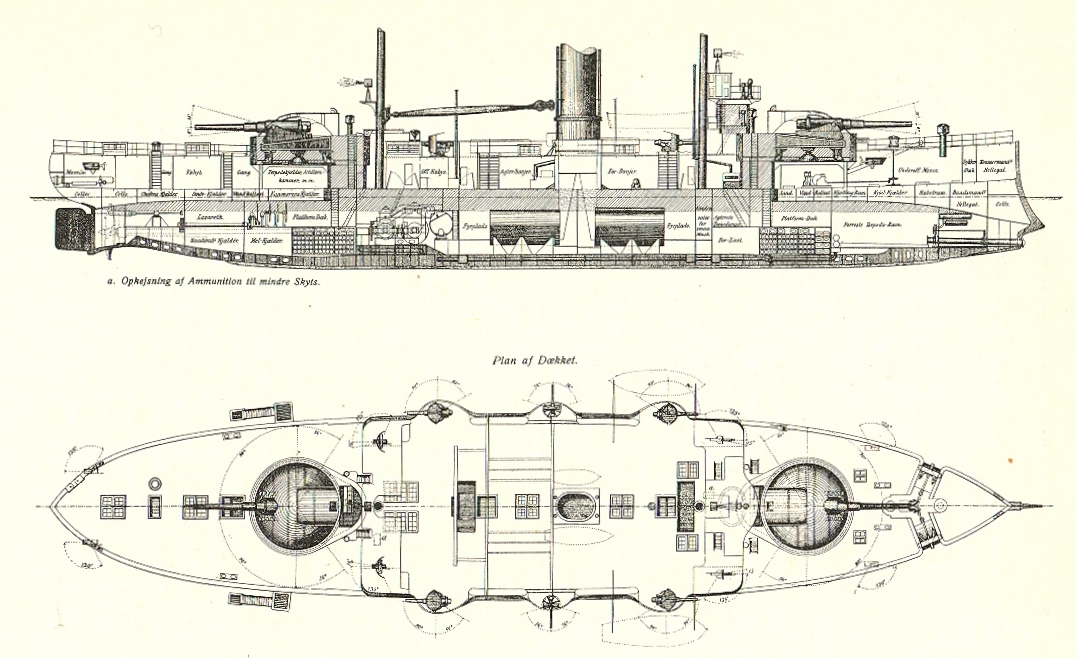
「イーヴァ・ヴィトフェルト」の図面

イーヴァ・ヴィトフェルト (Iver Hvitfeldt) はデンマーク海軍の海防戦艦。デンマーク海軍での類別は装甲艦 (pandserskib, panserskib) であった。艦名は、17から18世紀のデンマーク・ノルウェーの海軍士官の名前である。
1884年4月9日起工。1886年4月14日進水。1887年6月1日就役。建造費は3935600クローネであった。
鋼鉄製の船体で、水線上に2層の全通甲板を有し、艦中央部には装甲砲廓があった。艦首、艦尾には舷弧が付けられ、航洋性向上が図られていた。排水量3392トン、全長74.02メートル、幅15.12メートル。吃水は艦首5.31メートル、艦尾5.60メートルであった。
主砲はクルップ35口径10インチ554ctr後装砲2門で、上構の前後に配置された露砲塔に1門ずつ搭載された。射程は9500メートルで、後に12600メートルに延ばされている。砲廓の両側には、クルップ30口径5インチ43str後装砲が4門とホチキス44口径57mm速射砲が2門が搭載された。他にホチキス37mm5砲身回転機砲が8門が搭載されている。1897年に回転機砲2門がマキシム37mm機砲2門に、1906年から1907年に5インチ砲4門がホチキス44口径57mm砲8門に換えられた。57mm砲の内、1910年に4門は撤去され、他6門はホチキス47mm速射砲に換えられた。撤去されたものは「スキョル」に搭載されている。1893年にマキシム8mm機銃2挺、1897年にノルデンフェルト0.45インチ5銃身機銃2挺が追加された。水雷兵装は38cm水中魚雷発射管1門が艦首に、35.5cm水上魚雷発射管が艦中央部に2門と艦尾に1門搭載された。その内、艦中央部のものは1904年に撤去された。
機関は、ブアマイスタ＆ウェーイン社製水平2気筒2段膨張式蒸気往復動機関2基、円缶8基で出力5100指示馬力。2軸推進で、速力は15.1ノットであった。石炭搭載量は250トンで、航続距離は9ノットで1600浬であった。
装甲は水線装甲帯が厚さ292mmであり、その範囲は艦中央部の32.5メートルであった。砲廓側面と前後面の装甲は厚さ240mm、甲板は54mm、砲塔のバーベットは216mmで、司令塔は115mmの複合装甲鈑と38mmの厚鋼板であった。
時期により、水雷艇2隻や大型蒸気哨戒艇2隻が搭載されている。
1903年12月18日、コペンハーゲンで艦内火災が発生した。1909年に装甲守備艦 (pansrede defensionsskib) に類別され、1912年には守備艦 (defensionsskib) に名称変更された。1918年には予備宿泊艦となった。1919年2月26日除籍。コペンハーゲンのフィリプスン社に売却された。